# Radical 172

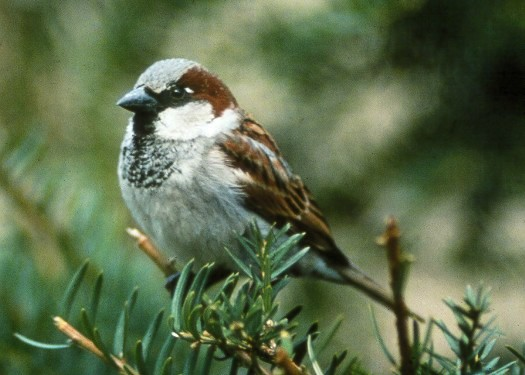
Le moineau domestique, un « petit oiseau ».

Le radical 172, qui signifie le petit oiseau ou l'oiseau à queue courte, est un des 9 des 214 radicaux chinois répertoriés dans le dictionnaire de Kangxi composés de huit traits.
Le caractère Unicode de 隹 est 96B9.

## Caractères avec le radical 172
| nombre de traits          | caractères                    |
| ------------------------- | ----------------------------- |
| Sans trait supplémentaire | 隹                            |
| 2 traits supplémentaires  | 隺 隻 隼 隽 难                |
| 3 traits supplémentaires  | 寉 隿 雀                      |
| 4 traits supplémentaires  | 雁 雂 雃 雄 雅 集 雇 雈       |
| 5 traits supplémentaires  | 雉 雊 雋 雌 雍 雎 雏          |
| 6 traits supplémentaires  | 雐 雑 雒                      |
| 7 traits supplémentaires  | 雓                            |
| 8 traits supplémentaires  | 雔 雕                         |
| 9 traits supplémentaires  | 雖                            |
| 10 traits supplémentaires | 雗 雘 雙 雚 雛 雜 雝 雞 雟 雠 |
| 11 traits supplémentaires | 雡 離 難                      |
| 13 traits supplémentaires | 雤                            |
| 16 traits supplémentaires | 雥 雦                         |
| 20 traits supplémentaires | 雧                            |